# Gustaf Holm (konstnär)
Gustaf Albert Holm, född 6 december 1868 i Gävle, död 24 juli 1954 i Gävle, var en svensk konstnär och fotograf.
Han var son till styrmannen Johan Holm och från 1894 gift med Jenny Katarina Östling. Holm studerade vid Tekniska skolan i Stockholm 1888–1890 och i Tyskland, Schweiz samt Italien 1890–1892 och åter i Italien 1894. Han var efter studierna anställd hos hovfotografen Carl Larsson men öppnade senare en egen förstoringsanstalt i Gävle som han drev fram till sin död. Han ställde ut separat i bland annat Gävle, Västerås och Örebro. Hans konst består av stilleben, porträtt och sommarlandskap, skogsmotiv, gatupartier samt fjällandskap från Lappland, Jämtland och Italien i olja, akvarell och pastell.
Gustaf Holm är gravsatt på Skogskyrkogården i Gävle.